# 1-й меридіан західної довготи
1-й меридіан західної довготи — лінія довготи, що лежить на 1 градус західніше Гринвіцького меридіана. Вона проходить від Північного полюса через Північний Льодовитий океан, Атлантичний океан, Європу, Африку, Південний океан та Антарктиду до Південного полюса.
Це найбільш густонаселений меридіан в Західній півкулі: станом на 2019 рік на ньому проживало від 41.2 до 44.9 мільйонів людей.
1-й меридіан західної довготи формує велике коло разом із 179-тим меридіаном східної довготи.

## Список географічних об'єктів, що перетинає 1° зх. д.
Починаючи на Північному полюсі та рухаючись до Південного полюса, 1-й меридіан західної довготи проходить через:
| Координати                                               | Країна, територія або море | Примітки                                                                     |
| -------------------------------------------------------- | -------------------------- | ---------------------------------------------------------------------------- |
| 90°0′ пн. ш. 1°0′ зх. д. / 90.000° пн. ш. 1.000° зх. д.  | Північний Льодовитий океан |                                                                              |
| 81°42′ пн. ш. 1°0′ зх. д. / 81.700° пн. ш. 1.000° зх. д. | Атлантичний океан          |                                                                              |
| 60°42′ пн. ш. 1°0′ зх. д. / 60.700° пн. ш. 1.000° зх. д. | Велика Британія            | Шотландія — проходить через острови Єлл[en] та Гаскосей, Шетландські острови |
| 60°36′ пн. ш. 1°0′ зх. д. / 60.600° пн. ш. 1.000° зх. д. | Північне море              |                                                                              |
| 60°22′ пн. ш. 1°0′ зх. д. / 60.367° пн. ш. 1.000° зх. д. | Велика Британія            | Шотландія — проходить через острів Велсей, Шетландські острови               |
| 60°20′ пн. ш. 1°0′ зх. д. / 60.333° пн. ш. 1.000° зх. д. | Північне море              | Проходить східніше острова Носс[en], Шотландія, Велика Британія              |
| 54°36′ пн. ш. 1°0′ зх. д. / 54.600° пн. ш. 1.000° зх. д. | Велика Британія            | Англія                                                                       |
| 50°47′ пн. ш. 1°0′ зх. д. / 50.783° пн. ш. 1.000° зх. д. | Ла-Манш                    | Проходить східніше острова Вайт, Англія, Велика Британія                     |
| 49°24′ пн. ш. 1°0′ зх. д. / 49.400° пн. ш. 1.000° зх. д. | Франція                    |                                                                              |
| 42°59′ пн. ш. 1°0′ зх. д. / 42.983° пн. ш. 1.000° зх. д. | Іспанія                    | Проходить західніше Картахени                                                |
| 37°35′ пн. ш. 1°0′ зх. д. / 37.583° пн. ш. 1.000° зх. д. | Середземне море            |                                                                              |
| 35°41′ пн. ш. 1°0′ зх. д. / 35.683° пн. ш. 1.000° зх. д. | Алжир                      |                                                                              |
| 32°32′ пн. ш. 1°0′ зх. д. / 32.533° пн. ш. 1.000° зх. д. | Марокко                    | Проходить через найсхіднішу точку країни — приблизно на 1 км                 |
| 32°31′ пн. ш. 1°0′ зх. д. / 32.517° пн. ш. 1.000° зх. д. | Алжир                      |                                                                              |
| 22°33′ пн. ш. 1°0′ зх. д. / 22.550° пн. ш. 1.000° зх. д. | Малі                       |                                                                              |
| 14°51′ пн. ш. 1°0′ зх. д. / 14.850° пн. ш. 1.000° зх. д. | Буркіна-Фасо               |                                                                              |
| 10°59′ пн. ш. 1°0′ зх. д. / 10.983° пн. ш. 1.000° зх. д. | Гана                       |                                                                              |
| 5°12′ пн. ш. 1°0′ зх. д. / 5.200° пн. ш. 1.000° зх. д.   | Атлантичний океан          |                                                                              |
| 60°0′ пд. ш. 1°0′ зх. д. / 60.000° пд. ш. 1.000° зх. д.  | Південний океан            |                                                                              |
| 68°52′ пд. ш. 1°0′ зх. д. / 68.867° пд. ш. 1.000° зх. д. | Антарктида                 | Проходить через Землю Королеви Мод (претендує Норвегія)                      |